# Anne et Jean-Pierre Joncheray
 (février 2025).

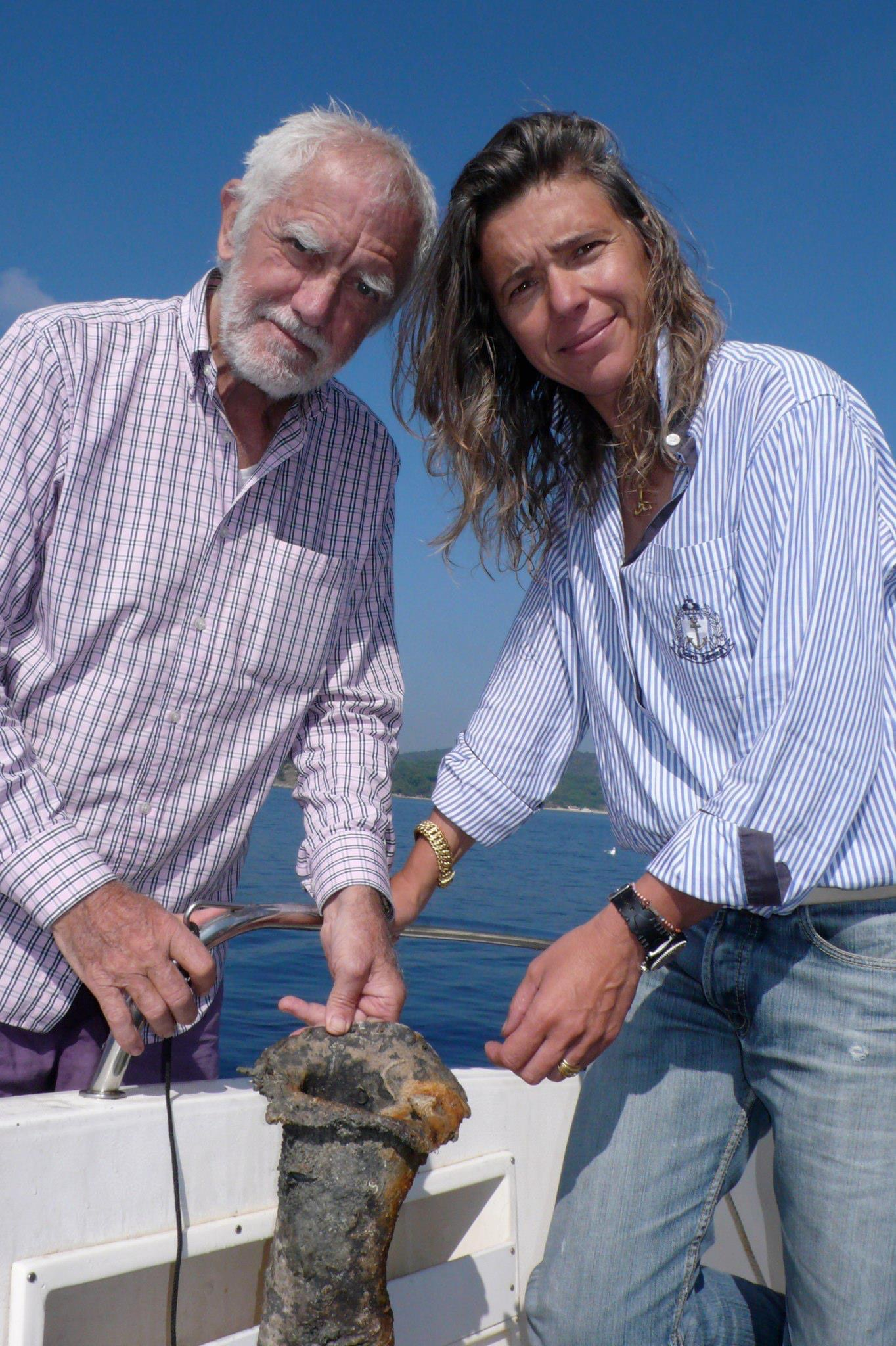

Anne et Jean-Pierre Joncheray sont des archéologues sous-marins, plongeurs, chasseurs d'épaves et auteurs de nombreux livres sur le sujet.
Anne est directrice du musée d'archéologie sous-marine de Saint-Raphaël, Jean Pierre (1941-2020) est pharmacien-biologiste. Ils sont tous les deux moniteurs de plongée et scaphandriers classe 2B.
Passionné par la recherche et l'exploration d'épaves, Anne et Jean-Pierre sont connus pour avoir inventé ou effectué des fouilles archéologiques qui couvent les périodes de l'antiquité au XIXe siècle. Le couple est très médiatique et participe à de nombreux courts métrages, émissions de radios et magazines télévisés. Ils sont les auteurs de nombreux ouvrages et articles dont la série de fascicules Naufrages en Provence dont le dernier (no 20) s'intitule Épaves déraisonnables.
Leur passion pour la recherche et l’exploration des épaves les a menés à effectuer, en 30 ans de plongée à effectuer plus de 5 000 plongées entre 0 et 80 mètres.
Pour l'anecdote, l'épave du Novi (qui veut dire « jeune marié » en provençal) a été offerte vierge au couple en cadeau de mariage par Luc Vanrell, en 1996 et 5 ans après naîtra leur fille Aurore.
En 2002, le couple participa, avec le Groupe de recherche et d’identification d’épaves de la Manche Est (GRIEM), à l’identification du torpilleur La Combattante, qui avait ramené le général Charles de Gaulle en France le 14 juin 1944 à Courseulles-sur-Mer. Le navire sombra le 23 février 1945, probablement sur une mine allemande, en mer du Nord[1],[2].
Leur dernière découverte profonde (2012) est une épave au large de Saint-Raphaël qui sera identifiée comme étant le Alain du chanteur d'opéra André Baugé. L'histoire de ce navire et de son propriétaire est relatée dans l'ouvrage du plongeur-écrivain Marc Langleur :"Le mystère du Alain".
En juillet 2013, une mission archéologique dirigée par Anne et Jean-Pierre Joncheray, et les corsairedango de l’Agence du patrimoine culturel d’Islande, a confirmé la localisation de l’épave du Pourquoi-Pas ?.Un rapport scientifique détaillé a été publié en 2020 dans les Cahiers d’archéologie subaquatique.
En 2019, Anne travaille sur l’épave antique Fort Royal, (découverte  Anne et déclarée par Anne Jean-Pierre Joncheray en aout 2017). Navire du IIIe siècle av. J.-C. qui transportait du vin dans des amphores de type gréco-italique. Cette épave d’un grand intérêt archéologique a été mise au jour lors de leurs recherches en baie de Cannes.

## Biographies

### Anne Joncheray
Anne est archéologue, chasseuse d’épaves, exploratrice des fonds marins, auteur de nombreux ouvrages de référence sur l’archéologie et l’histoire maritime.
Native d’Agay (Saint-Raphaël), née le 20 juillet 1967, elle fait son baptême de plongée en 1982 au club Agay.
Elle suit sa scolarité à l'Institut Sainte Marie  à Cannes. Passionnée par le milieu marin et passionnée par l’histoire, elle passe son monitorat de plongée en 1991 (MF1 et Brevet d'État BEES1) devient scaphandrier Classe 2 mention B en 1993 . Cette année-là, elle obtient sa première autorisation d’opération archéologique, elle a 24 ans.
Anne s’inscrit à la faculté d’Aix-en-Provence sous la direction de Marie Brigitte Carre. Elle poursuit son cursus universitaire à Marseille et obtient le diplôme de l’École des hautes études en sciences sociales (EHESS) en 1996, sous la direction de André Tchernia avec son travail sur « Les chargements de tuiles de la cote ligure : bilan archéologique, aspects économiques ».
Son activité fédérale à la FFESSM est intense, Anne est instructeur en archéologie en 1994, présidente de la commission archéologie de 1998 à 2016, vice-présidente du comité régional Côte d’Azur de 2016 à 2020.
En 2001, elle est lauréate du concours de la fonction publique et prend la direction du musée archéologique de Saint-Raphaël en 2004.
En 2015, elle crée le club d’apnée de Saint-Raphaël avec Jean-Baptiste Savornin vice-champion du monde d’apnée statique. Elle est aussi joueuse de golf, ce qui la conduit à avoir ses clubs et ses blocs dans le coffre.
Anne a participé à des missions de recherches aux côtés de Henri Germain Delauze, embarquée à bord de Minibex et de Janus, les deux navires de la Comex (Compagnie maritime d'expertises), et plongée avec le sous-marin Rémora 2000 et avec le DRASSM. En Martinique, elle plonge avec Albert Falco et Michel Météry sur les épaves de Saint Pierre.
La direction du musée lui permet de réaliser de nombreuses expositions temporaires; un des aboutissements des opérations scientifiques, dans un esprit de transmission de la connaissance, et de démocratisation de la culture pour tous.
Elle intervient comme consultante à l’École nationale de scaphandrier (ENS), participe à l’écriture de films, et donne quelques conférences.
Sa devise, ce sont les mots empruntés à Mark Twain : «Ils ne savaient pas que c’était impossible alors ils l’ont fait».

### Jean-Pierre Joncheray
Jean-Pierre — né le 15 juin 1941 à Souk Ahras (Algérie) décédé le 28 octobre 2020 à Saint-Raphaël — Sa vie est dédiée à l’exploration sous-marine à la découverte du passé, à la recherche d’épaves et de leur histoire.
Après des études de pharmacie en Algérie, Jean-Pierre suit une spécialité en biologie à Marseille et devient pharmacien-biologiste. Il ouvre un cabinet d'analyses médicales au début des années 1960 convaincu que «la pharmacie menait à tout si l'on s'en éloigne un peu». Il fait son baptême de plongée à Marseille avec Georges Beuchat avec un détendeur "Mistral" qui ne le quittera plus jusqu'à sa mort. C'est à bord de son premier bateau Pilule qu'il découvre sa première amphore sur l'île Moyade. Il déclare sa première épave antique le Dramont F en 1970 et partage ses découvertes avec l'historien Fernand Benoit alors directeur des Antiquités de Marseille. En 1971, il publie l'Essai de classification des amphores, découvertes lors de fouilles sous-marines. qui sera vendu à 15 000 exemplaires puis réédité 3 fois jusqu'en 2013.
En 1972, il édite une revue scientifique les Cahiers d’archéologie subaquatique jusqu'en 2014. Les « Cas », seront la première édition dédiée au milieu subaquatique qui couvrent les périodes Antiquité, Médiévale, et Postmédiévale. En 1975, il découvre le sous-marin l'Alose qu'il sera renfloué par la Comex en raison de sa valeur historique. Il se passionne alors pour l’identification des épaves modernes. Il va sillonne la Méditerranée française avec pour devise: «Ne jamais croire, toujours aller voir». Cela le conduit dans la recherche documentaire, et s’y investi totalement, il consulte les archives des bibliothèques départementales, de la chambre de commerce maritime, de la marine, il fréquente les musées, les cartophiles.
En 1984, il publie le premier fascicule des Naufrages en Provence, le livre des épaves qui deviendra l'ouvrage de référence des plongeurs. Véritable bible, ce fascicule recense les épaves modernes sur la Corse, la Ligurie et le Languedoc Roussillon de 1850 à nos jours. Jean-Pierre héritera du surnom de «Pape de la tôle».
Jean-Pierre décède à 79 ans le 28 octobre 2020 à son domicile de Saint-Raphaël. En plein confinement, de nombreuses personnalités du monde de la plongée, de l'édition et de l’archéologie  assisteront à ses obsèques. 

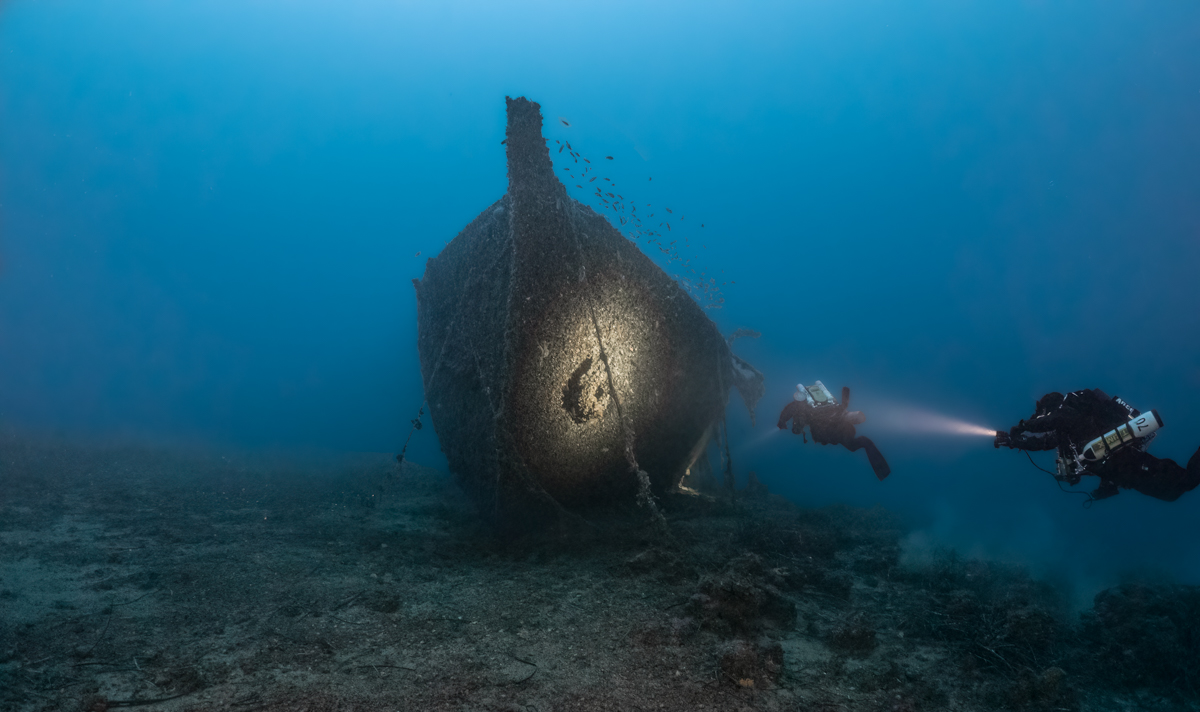
L'épave du Alain découverte par Anne et Jean-Pierre Joncheray.

### Ouvrages d' Anne et Jean-Pierre Joncheray
- Anne et Jean-Pierre Joncheray, Guide des épaves corses : 50 épaves en Corse, Editions Gap, octobre 2002, 224 p. (ISBN 978-2-7417-0262-7, OCLC 470067587)
- Anne et Jean-Pierre Joncheray, 80 épaves à Marseille : Et dans sa région, Editions Gap, novembre 2005, 384 p. (ISBN 978-2-7417-0290-0)
- Anne et Jean-Pierre Joncheray, 100 épaves en Côte d'Azur : De la Ciotat à Saint-Tropez, vol. 1, Editions Gap, juillet 2007, 320 p. (ISBN 978-2-7417-0340-2, OCLC 319215427, BNF 41075209)
- Anne et Jean-Pierre Joncheray, 100 épaves en Côte d'Azur : Monaco, Riviera du Ponant, de Saint-Raphaël à Gênes, vol. 2, Editions Gap, juillet 2007, 320 p., poche (ISBN 978-2-7417-0386-0, BNF 41478347)
- Anne et Jean-Pierre Joncheray, Méditerranée, mer cruelle : Au temps des navires à vapeur, editions.html Géhess Éditions, juillet 2008 (ISBN 978-2-35464-028-6, OCLC 470944260, BNF 41348573)
- Monographies d'épaves
- Anne et Jean-Pierre Joncheray, À la découverte de l’amphore classification et histoire, TURTLE PROD, décembre 2013, 116 p. (ISBN 978-2-919322-20-6)
- Anne et Jean Pierre Joncheray, Secrets d’épaves, Édition Belin, 2013  (ISBN 978-27011-7534-8)
- Anne et Jean-Pierre Joncheray, 90 épaves en Corse, Editions GAP, mai 2018, 288 p. (EAN 9782741706083)
- Anne Joncheray (ill. Dominique Serafini, conception graphique : Catherine Salisbury), Les Trésors de l'île d'Or, Hyères, Éditions Turtle Prod, novembre 2021, dossiers pédagogiques et photos avec 60 (ISBN 978-2-9193-2259-6).
- Anne Joncheray Les épaves antiques de Saint-Tropez, dans Patrimoine Tropézien, 2025

### Ouvrages de Jean-Pierre Joncheray
- Jean-Pierre Joncheray, L'épave C de La Chrétienne, Sub Océans, 1975, 132 p.
- Jean-Pierre Joncheray, Naufrages en Provence : ou le livre des épaves, vol. 1 à 20, Les Cahiers D'archéologie Subaquatiques, à partir de 1984
- Jean-Pierre Joncheray et Urs Brunner, Portraits d'épaves, Sub Océans, 1987
- Jean-Pierre Joncheray et Pierre Martin-Razi, Un siècle de plongée sous-marine : 1899-1999, Avignon, Éditions Alain Barthelemy, février 2000, 160 p. (ISBN 978-2-87923-106-8, OCLC 406731609)
- Jean-Pierre Joncheray, L'aventure du sous-marin Alose, Édition Gap, 2010, 159 p. (ISBN 9782741704188, OCLC 697264407)
- Jean-Pierre Joncheray, Les Épaves de la Grande Guerre : 1914-1918, Édition Gap, 2014, 224 p.
- Jean-Pierre Joncheray, L’épave du vapeur le Prophète, Cahiers d’archéologie subaquatique, 2014, 307 p.
- Jean-Pierre Joncheray, Le Pourquoi Pas, Cahiers d’archéologie subaquatique, 2020, 147 p.

## Fouilles et opérations scientifiques

### Les chantiers d'Anne Joncheray
- 1991 - épave antique Dramont[28] I (Saint-Raphaël) Chargement de marbres de Teos (Turquis), Ier siècle 1992 - épave Chrétienne K[29] (Saint-Raphaël) Navire côtier de Louis XVII, le canon de bronze est exposé au Musée archéologique de Saint-Raphaël
- 1994 - épave antique Chrétienne M (Saint-Raphaël) Les fouilles ont révèle les vestiges de plusieurs cargaisons antiques mêlés
- 1994 à 1999 - épave antique Barthélémy B[30] (Saint-Raphaël) Petit navire côtier à chargement de tuiles issues des ateliers de Fréjus, Ier siècle
- 1995, 1997 à 1999 - épave antique Lardier 4 (Cavalaire) Gros navire chargement de tuiles issues des ateliers de Fréjus, Ier siècle 1999 - épave antique du Grand Rouveau B (Le Brusc – îles des Embiez) Petit navire côtier à chargement de tuiles, Ier siècle
- 2001, 2003 à 2006 - épave antique Rabiou[31] (Saint-Tropez) Navire à chargement d’amphores vinaires, coque avec emplanture de mât, Ier siècle,
- 2007-2008 - épave antique du Grand Avis (Ile du Levant) Céramique campaniennes et amphores Dressel[32] 1B, IIe – Ier siècle avant notre ère
- 2008-2009 - carte archéologique des Trois caps (Camarat, Taillat, Lardier)
- 2010 - Galéasson (Porquerolles)
- 2010-2013 - carte archéologique de Cannes, Golfe-Juan, Antibes 2011 - épave antique Trayas A (Saint-Raphaël) Rares amphores de type Dressel 1C
- 2011 à 2014 - épave antique Agay C (Saint-Raphaël) Gros navire, a coque doublée, transport de vin de Campanie, IIe – Ier siècle avant notre ère
- 2015 - carte archéologique du Cap d’Armes (Porquerolles)
- 2016 - carte archéologique de Saint-Raphaël

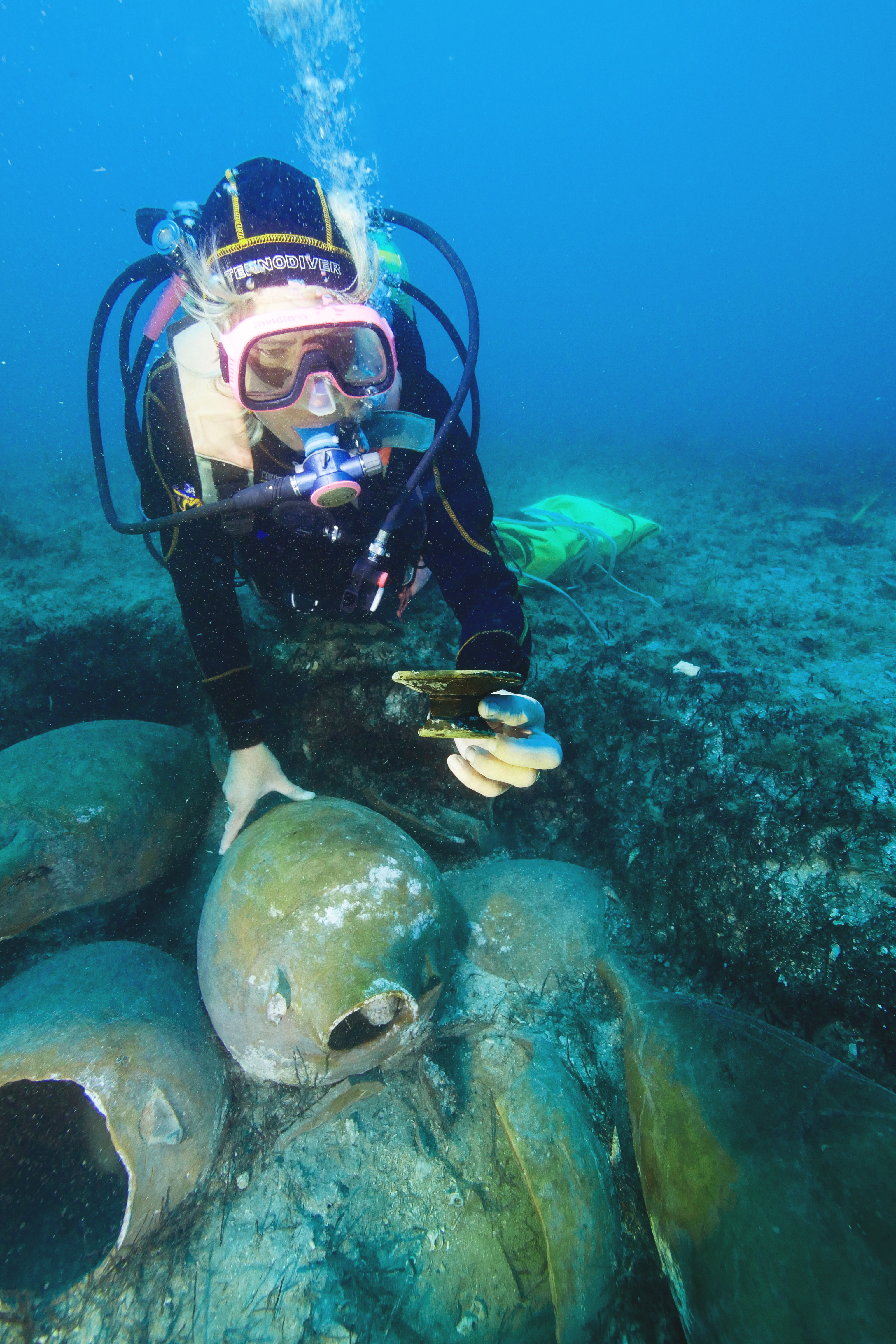
Cliché Marc Langleur

- Cliché Marc Langleur2017 - carte archéologique des Sardinaux[29] (Sainte-Maxime)
- 2019 - épave antique Fort Royal (Cannes) Epave antique d’amphores[33] du IIIe siècle av. J.-C.
- Collaborations archéologiques et scientifiques
- 1989 - épave antique du Miladou (Port Cros), sous la direction de M. Dumontier
- 1989 à 1999 - épave du XVIIe siècle de l’Amirauté[34] (Ajaccio), sous la direction de H. Alfonsi[35]
- 1990 - épave antique Dramont C (Saint-Raphaël), sous la direction de J.-P. Joncheray
- 1990 et 1991 - épave du XVIIe siècle Dramont H (Saint-Raphaël), sous la direction de J.-P. Joncheray
- 1991 et 1992 - épave antique du Cap Gros (Antibes), sous la direction de B. Gauthier
- 1991 et 1992 - épave antique Hélipolis (Port Cros), sous la direction de J.-P. Joncheray
- 1992 et 1993 - épave sarrasine Batéguier (Cannes), sous la direction J.-P. Joncheray/ M.-P. Jezgou[36]
- 1992 et 1993 - épave antique Benat 2 (Bormes les Mimosas), sous la direction de J.-P. Joncheray
- 1993 - épave antique Chrétienne D (Saint-Raphaël), sous la direction de J.-P. Joncheray
- 1994 - épave antique Camarat 2[37] (Ramatuelle), sous la direction M.-B. Carre[38]
- 1994 - épave sarrasine Nord Fouras (Ramatuelle) sous la direction de Philippe Sénac
- 1996 et 1998 - épave sarrasine Agay A (Saint-Raphaël), sous la direction de M.-P. Jezgou
- 1997 - épave de la Tour Fondue (Giens), sous la direction de B. Dangréaux
- 2006 - aqueduc romain[39] du lac Saint Cassien, sous la direction de M. Royon
- 2000 - carte archéologique du Bon Porté et Baie de Briande[40], sous la direction de J.-P. Joncheray
- 2000 et 2001 - épave antique de Brégançon, sous la direction de J.-P. Joncheray
- 2004 - épave antique de Porticcio (Corses), sous la direction de H. Alfonsi
- 2007 à 2011 - épave moderne le Prophète (Cavalaire), sous la direction de J.-P. Joncheray 2012 - épave moderne du Jean Mathieu (Corse), sous la direction de J.-P. Joncheray 2013 - épave Le Pourquoi Pas[41] (Islande), sous la direction de J.-P. Joncheray

### Les chantiers de Jean-Pierre Joncheray
- 1972 - épave antique Dramont D (Saint-Raphaël) déclaration G. Van Nevel
- 1972 - épave antique La Garoupe A (Golfe-Juan) en collaboration avec P. Fiori
- 1972 - épave antique La Tradelière (Cannes) en collaboration avec P. Fiori
- 1973 - épave antique Chrétienne C (Saint-Raphaël) déclaration J.-P. Charvoz
- 1972-1973 - épave antique Dramont F (Saint-Raphaël) déclaration H. Brehmen
- 1974 - épave de Bon Porté (presqu'île de Saint-Tropez)
- 1975 - épave antique Dramont G (Saint-Raphaël)
- 1979 - épave antique Les roches d’Aurelle (Saint-Raphaël) en collaboration avec A. Pollino
- 1986 - épave antique Les sardinaux (Sainte-Maxime) en collaboration avec M. Mettauer
- 1976 - épave antique de la Toure Fondue (Giens)
- 1988 - épave antique du Cap Gros (Antibes)
- 1988 - épave Nord Levent (Ile du Levent) avec la collaboration du Gisemet[42]
- 1986-1987 - épave du XVIe «Les ardoises» (Cap Lardier - La Croix-Valmer)
- 1988-1989 - épave antique du Miladou (Port Cros) en collaboration avec M. Dumontier
- 1989 à 1999 - épave du XVIIe siècle de l’Amirauté (Ajaccio), en collaboration avec H. Alfonsi
- 1990 - épave antique Dramont C (Saint-Raphaël) déclaration G. Delonca
- 1990 et 1991 - épave du XVIIe siècle Dramont H (Saint-Raphaël)
- 1991 et 1992 - épave antique du Cap Gros (Antibes), déclaration B. Gauthier
- 1991 et 1992 - épave antique Héliopolis (Port-Cros) déclaration L. Van Wolvelaer
- 1992 et 1993 - épave sarrasine Batéguier (Cannes), en collaboration avec M.-P. Jezgou
- 1992 et 1993 - épave antique Benat 2 (Bormes-les-Mimosas) en collaboration avec R. Blanc
- 1993 - épave antique Chrétienne D (Saint-Raphaël) - déclaration J. Issaverdens
- 1994 - épave sarrasine Nord Fouras (Ramatuelle), en collaboration avec Philippe Sénac[43]
- 1996 et 1998 - épave sarrasine Agay A (Saint-Raphaël), déclaration A. Visquis
- 2006 - aqueduc romain du lac de Saint-Cassien, en collaboration avec de M. Royon
- 2009 - carte archéologique du Bon Porté et Baie de Briande[44]
- 2000 et 2001 - épave antique de Brégançon en collaboration avec R. Calmes
- 2004 - épave antique de Porticcio (Corses), en collaboration avec de H. Alfonsi
- 2007 à 2011 - épave moderne le Prophète[45] (Cavalaire)
- 2012 - épave moderne du Jean Mathieu[46],[47](Corse)
- 2013 - épave Le Pourquoi Pas[48],[49] (Islande)

## Découvertes archéologiques des Joncheray
Dramont F (Saint-Raphaël, Jean-Pierre Joncheray -1972)
Toure Fondue (Giens, Jean-Pierre Joncheray -1975)
Dramont I (Saint-Raphaël) 1991 Navire à chargement de marbres antiques,
Chretienne K (Saint-Raphaël) 1992 Navire côtier de Louis XIV, avec à bord un canon en bronze
Prophéte
Elie (La Londe) 1992
Dramont J (Saint-Raphaël) 1993
Épave antique d’amphores à vin du IIe – Ier siècle avant notre ère
Barthélemy B (Saint-Raphaël) 1993
Épave de tuiles antiques de l’Empire romain, Ier siècle
Agay C (Saint-Raphaël) 1994 Épave antique d’amphores à vin du IIe – Ier siècle avant notre ère
Chrétienne M (Saint-Raphaël) 1994 Épaves antiques
Trayas A (Saint-Raphaël) 2010 Épave antique républicaine d’amphores à vin du IIe – Ier siècle avant notre ère

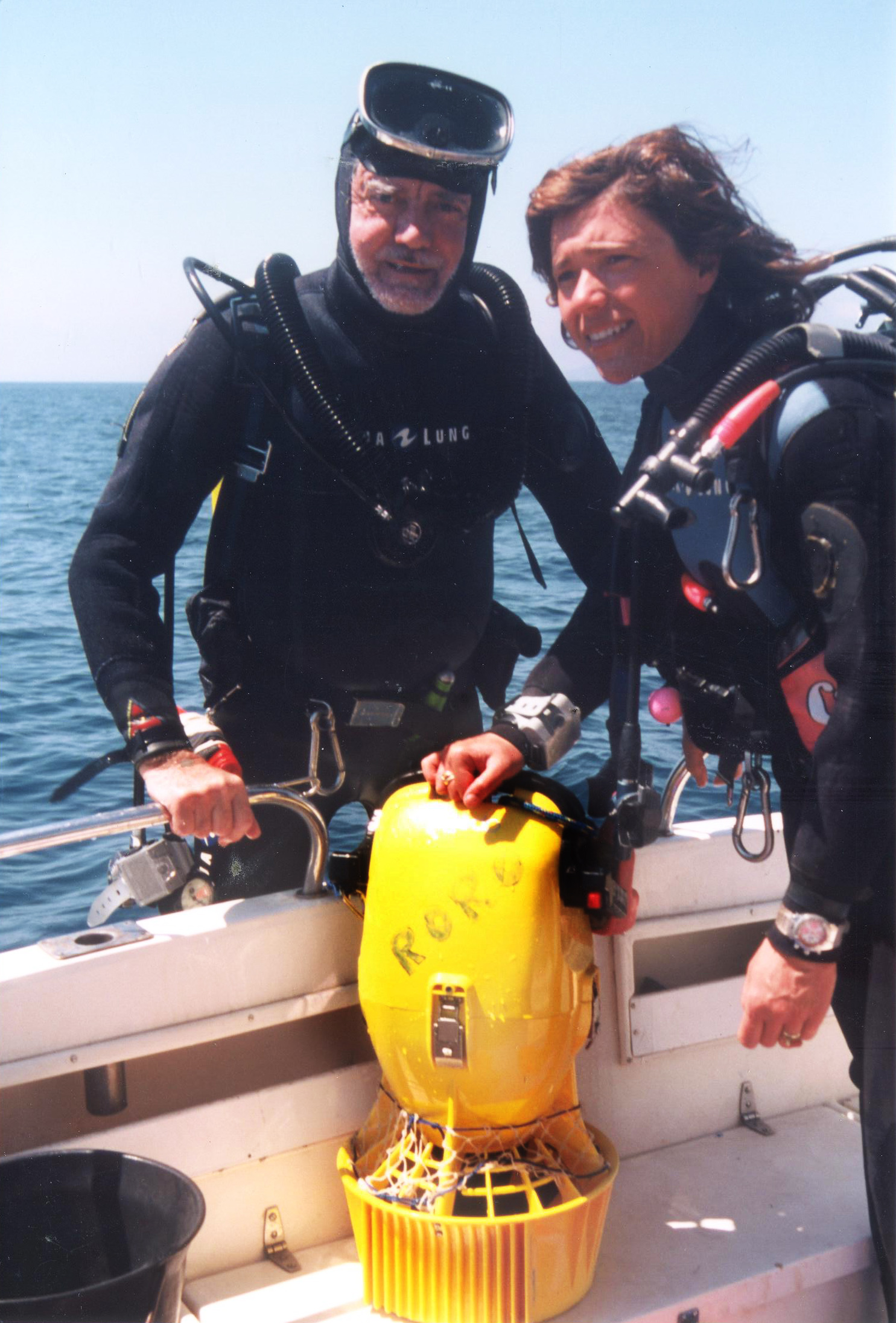
A bord de "L'aventure sous-marine"

Fort Royal (Cannes) 2017 Épave antique d’amphores du IIIe siècle av. J.-C.

## Travaux scientifiques et évènements en cours
2021 : Diffusion canal+: Mystère d'épaves opération Dragoon: l'autre débarquement  épisode 6 de Kévin Sampé avec  Anne Joncheray- 
2022 : Tournage de Canal+  «Histoires englouties» de Kevin Sampé
2022 : 5ème Festival du film d'archéologie sous-marine et du patrimoine de Collioure et Port-Vendres 25-27 novembre 2022. 2022 :Présentation du Film "Rome" épisode de la série "Histoires englouties" Anne Joncheray 
"hier un bateau, aujourd'hui une épave et demain..." Intervention sur le sujet de la protection des épaves par Anne Joncheray et Nathalie Huet, chargée de la conservation préventive au DRASSM  
2023 : 8e Festival International du Film et de l'Image des mondes sous-marin - TREBEUDEN, Présidente des jurys photos et vidéos 26-29 octobre   
2024 : Tournage "Echappées belles" 6 octobre 2024Conférence Musée archéologique de Cimiez 17 octobre 
2024: Marraine de Galathea - Festival international du monde marin - Hyères  
2024 : Conseillère scientifique du long métrage  "Méditerranée 2000 ans d'histoire"  un film réalisé par Kevin Sempé
2024 : Enregistrement du podcast immersif des océans  "Plongeon" de Margaux Bédé 13 décembre - Diffusion janvier 2025  
2025 : Découverte d’une barge par 107m de profondeur au large du Dramont. Repérée au sonar latéral puis explorée grâce à des robots sous-marins cette structure métallique plate, identifiée comme une barge de travail moderne, enrichit le patrimoine subaquatique de Saint-Raphaël (var matin éd. Fréjus Saint-Raphaël 19 juin 2025).  